# Louis François Dauprat
Louis François Dauprat  (né le 24 mai 1781 à Paris et mort le 16 juillet 1868) est un corniste et un compositeur français. Il est l'un des fondateurs de l'école française de cor au XIXe siècle.

## Biographie
Il a fait ses études au Conservatoire de Paris avec Johann Joseph Kenn et obtient en 1798 un "Premier Prix". Il entre dans la musique de la Garde nationale, puis en 1799, dans celle de la Garde des consuls et fait la campagne d'Italie. Il étudie la théorie entre 1803 et 1805 avec comme professeurs Catel et Gossec. Jugeant sa formation insuffisante, il continue ses études entre 1811 et 1814 avec Antoine Reicha. 
De 1806 à 1808, il est premier cor de l'orchestre du Grand Théâtre de Bordeaux et du 1er juillet 1808 au 30 septembre 1831, il fait partie de l'Orchestre de l'Opéra de Paris. Il a été en 1811 membre de la Chapelle impériale de Napoléon puis de la Chapelle royale de 1816 à 1830 et enfin de 1832 à 1842 de la musique de la Chambre de Louis-Philippe. Il a pris en 1802 la succession de Kenn son professeur au Conservatoire, a été titularisé professeur en 1816 et est resté à son poste jusqu'en 1842 lorsqu'il a pris sa retraite. Attiré par la musique de chambre, il a participé à la diffusion des quintettes pour instruments à vent de Reicha.
Il a écrit pour son instrument de nombreuses compositions et tout particulièrement à l'intention de ses élèves. Il a écrit une Méthode pour cor alto et cor basse. Il a joué et enseigné uniquement le cor naturel, mais s'est intéressé aux développements du cor d'harmonie moderne. Parmi ses élèves, on trouve Joseph-François Rousselot (1803-1880) et Jacques-François Gallay (1795-1864) qui a succédé en 1842 à son maître comme professeur au Conservatoire.

## Œuvres
- 1er Concerto pour Cor, Op.1
- 2e Concerto pour Cor, Op.9
- 3e Concerto pour Cor (Cor Alto et Basse), Op.18
- 4e Concerto pour Cor Hommage à la Mémoire de Punto, Op.19
- 5e Concerto pour Cor (Cor Alto et Basse), Op.21
- Mélodie, Op.25
- Concertino pour Ensemble de Cors
- Trios pour 3 Cors
- Sextet, op.10 pour 6 Cors dans différents accords
- Différentes pièces pour Cor et Piano
- Sonate pour Cor et Harpe, Op.2
- 3 Quintettes pour Cor et Quatuor à cordes, Op.6